# Monestir de Tawang
El Monestir de Tawang, conegut en tibetà com Tawang Galden Namgey Lhatse o Tawang Galdan Namgye Lhatse, és un monestir budista tibetà a la rodalia de la petita ciutat de Tawang, a l'estat de l'Arunachal Pradesh, al nord-est de l'Índia. S'alça a la vall del riu Tawang, a més de 2.900 m d'altitud, prop de la frontera amb Bhutan i amb el Tibet. És el monestir budista més gran de l'Índia i se'n diu, erròniament, que n'és el segon major del món després del Palau de Potala de Lhasa, la capital del Tibet.[2]
Va ser fundat per Merak Lama Lodre Gyatso al 1680–1681 segons el desig del 5é Dalai-lama, Ngawang Lobsang Guiamtso. Pertany a l'escola Gelug del budisme mahayana i s'associa religiosament al monestir Drepung de Lhasa. Aquesta associació es va mantenir durant el període d'invasió britànica.
El conjunt té tres pisos d'alçada i és tancat per un mur de 282 m de perímetre. En la biblioteca se'n guarden escriptures antigues valuoses, especialment de Kanjur i de Tanjur. El monestir organitza festivals, dels quals el més elaborat i colorit és el Torgya, celebrat entre els dies 10 i 12 de gener.

## Etimologia
El nom complet del monestir en tibetà és Tawang Galdan Namgye Lhatse. Ta significa 'cavall', wang significa 'escollit', que formen la paraula Tawang, que significa 'lloc escollit pel cavall'. D'altra banda, Galdan significa 'paradís', Namgye 'celestial' i Lhatse 'diví', així que el nom complet es pot traduir per 'el lloc triat pel cavall és el paradís celestial diví".

## Situació
El monestir és al cim d'una muntanya de més de 2.900 m d'altitud, amb una vista sobre una vasta extensió de la vall del riu Tawang i de muntanyes cobertes de neu i boscos de coníferes.[5][6][7][8] La petita ciutat de Tawang, que prengué el nom del monestir, té bones connexions per carretera. L'aeroport de Tezpur n'és a 350 km de distància i l'estació ferroviària més propera n'és a 280 km, a Bhalukpong.
La frontera (disputada) amb el Tibet, ocupat per la Xina, queda a 15 km al nord del monestir i la de Buthan a 11 km al sud i a 27 km a l'oest.

## Llegendes

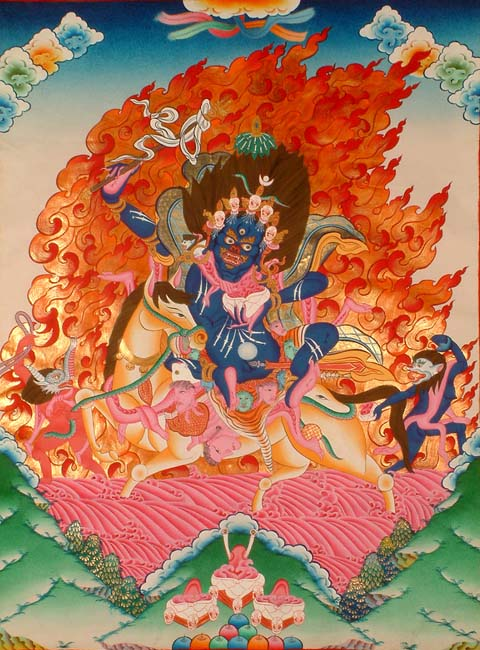
Thangka amb representació de Palden Lhamo, la deïtat protectora del monestir

Hi ha tres llegendes que narren la fundació del monestir. Segon la primera, la situació del monestir la trià un cavall que pertanyia a Merag Lama Lodre Gyatso quan realitzava una missió que li havia confiat el 5é Dalai-lama, Ngawang Lobsang Gyatso, que era fundar un monestir. Després d'una intensa recerca per a trobar un lloc escaient, el lama es va retirar a una cova per pregar demanant la intervenció divina per a triar-ne un lloc. Quan va eixir de la caverna, s'adonà que el seu cavall havia desaparegut. Finalment el va trobar pasturant al cim d'una muntanya, Tana Mandekhang, on en el passat hi hagué el palau del rei Kala Wangpo. El lama hi veié en això un senyal diví, i va decidir construir el monestir allí, amb ajuda de la gent del lloc, i les obres conclogueren a la fi de 1681.
La segona llegenda sobre l'origen del nom Tawang es relaciona amb Terton Pemalingpa, un endeví de tresors. Aquest va explicar que havia rebut "iniciacions" de Tamdin and Kagyad, que van resultar en el nom "Tawang" —Ta seria l'abreviatura de Tamdin, i Wang significa "iniciacions".
Una tercera llegenda conta que un cavall blanc del príncep de Lahsa anà passejant fins a la regió dels monpa (una ètnia tibetana nadiua de Tawang). Les persones que cercaren el cavall el trobaren pasturant on ara s'alça el monestir. La gent del lloc van començar a adorar el cavall i l'indret on es trobà. El monestir es construí després per honorar el lloc sagrat.
Una altra llegenda sobre el monestir compara la dea pintada en una thangka del monestir, Palden Lhamo, amb la dea hindú Kali. Palden Lhamo apareix en la thangka com Kali, pintada de negre, amb ulls flamejants, vestint una faldilla de pell de tigre i amb un collaret de cranis al coll. Un disc lunar li adorna el cabell, de manera semblant a les representacions de Xiva. Palden Lhamo també es relaciona amb la dea hindú Sarasvatí del Tara. Segons la llegenda, vivia a Sri Lanka com a consort d'un rei dimoni que practicava sacrificis humans. Com que no suportava aquesta pràctica, va fugir del regne i durant la fugida el marit li disparà una fletxa que va ferir la mula que muntava. Quan va traure-li la fletxa, al forat de la mula, Palden Lhamo va aconseguir veure els consells de Buda.

## Història

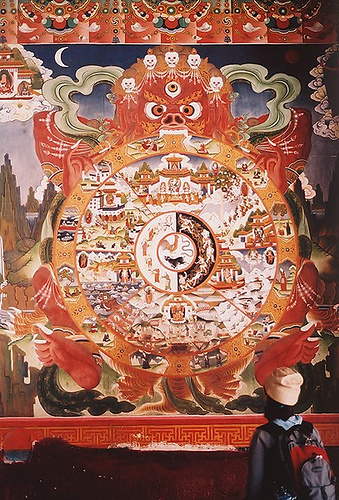
Mandala del Kakaling, a l'entrada principal del monestir

El monestir fou fundat per Merek Lama Lodre Gyamsto entre 1680 i 1681 per ordre del 5é Dalai-lama.[6][13]
Abans del predomini de la secta budista Gelug ('barrets grocs') a Tawang, la secta que dominava a la zona era la Nyingmapa ('barrets negres'), que arribaren a agredir al fundador del monestir de Tawang. L'hostilitat es va agreujar amb la temptativa d'invasió de Tawang pels drukpa, que també pertanyien a la secta Nyingmapa. Per això el monestir es construí com una fortalesa en un indret amb bones condicions de defensa.
Al 1844, el monestir de Tawang va figurar en dos acords amb la Companyia Britànica de les Índies Orientals. Un d'ells, signat el 24 de febrer, establia el lliurament pels monpa dels seus drets sobre Karlapara Duar en paga d'una renda anual (posa) de 5.000 rupies. Un altre acord, datat de 28 de maig, preveia l'obediència dels sherdukpa (una altra ètnia de l'est d'Arunachal Pradexe) a qualsevol ordre de l'administració britànica de l'Índia per un pagament anual de 2.526 rupies i 7 anna.[18] Els obrers de Tawang acostumaven a recórrer tota la regió, fins a les planes d'Assam, per cobrar les contribucions monàstiques. El pandita Nain Singh, del Gran Projecte de Topografia Trigonomètric, que va visitar el monestir al 1874-1875, explicà que el monestir tenia una espècie d'organisme administratiu parlamentari, el Kato, format pels lames superiors, que no depenia del Dzonpan (dirigent del monestir de Tsona o del govern de Lhasa. Aquest aspecte de la seua autonomia va ser també observat per G. A. Nevill, que el visità al 1924.
Fins al 1914, la regió pertanyia al Tibet. Però amb l'acord de Simla del 1914, l'àrea va passar a ser administrada pel Raj Britànic.[21][20] El Tibet hagué de renunciar a centenars de quilòmetres quadrats del seu territori, incloent-hi el monestir de Tawang i la rodalia. Aquest territori el reclama la Xina com a part del Tibet i fou envaït pels xinesos durant la Guerra sinoíndia del 1962.[21][20] Les tropes xineses entraren per la frontera nord-est de l'Índia el 20 d'octubre i feren enretirar-se'n l'exèrcit indi. La regió de Tawang i el monestir van estar ocupats durant sis mesos. Abans de la guerra, al 1959, el 14é Dalai Lama fugiu del Tibet, que havia estat ocupat per la Xina el 1950, i es refugià al monestir de Tawang uns dies abans d'anar a Tezpur. 50 anys després, malgrat les fortes protestes de la Xina, la visita del Dalai-lama el 8 de novembre de 2009 al monestir fou un gran esdeveniment per a la població de la regió i el abade superior de Tawang va rebre el líder tibetano amb gran pompa.
El 2006 el monestir tenia 400 monjos i al 2010 n'havia arribat a 450. El 2006 es creà al monestir el Centre de Conservació de Manuscrits de Tawang, que conté 200 manuscrits, dels quals 31 van ser restaurats. Al novembre de 2010 es donà a conéixer el risc que pateix el monestir d'esllavissades.(11)

### Edificis principals

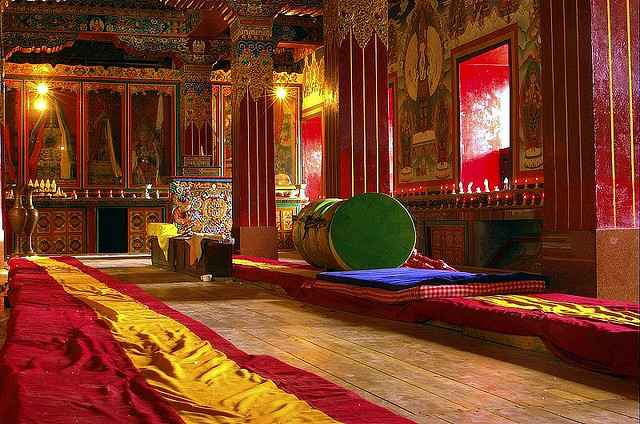
El Dukhang (sala d'assemblea)

El monestir conté tres pisos i una gran sala d'assemblea (dukhang), deu estructures funcionals i 65 edificis residencials per als estudiants, lames i monjos.[5][15] Inclou una escola, disposa de proveïment d'aigua propi[15] i d'un centre d'estudis de cultura budista.
El pis inferior és on es fan els balls rituals. A les parets hi ha penjades nombroses thangkas amb divinitats i sants budistes. Els edificis residencials tenen capacitat per a 700 monjos. A la fi de la dècada del 2000 hi vivien 450 monjos.[6][31] Al pati central hi ha un petit museu amb túniques, trompes telescòpiques i alguns objectes personals del 6é Dalai-llama.

#### Temple principal (Dukhang)

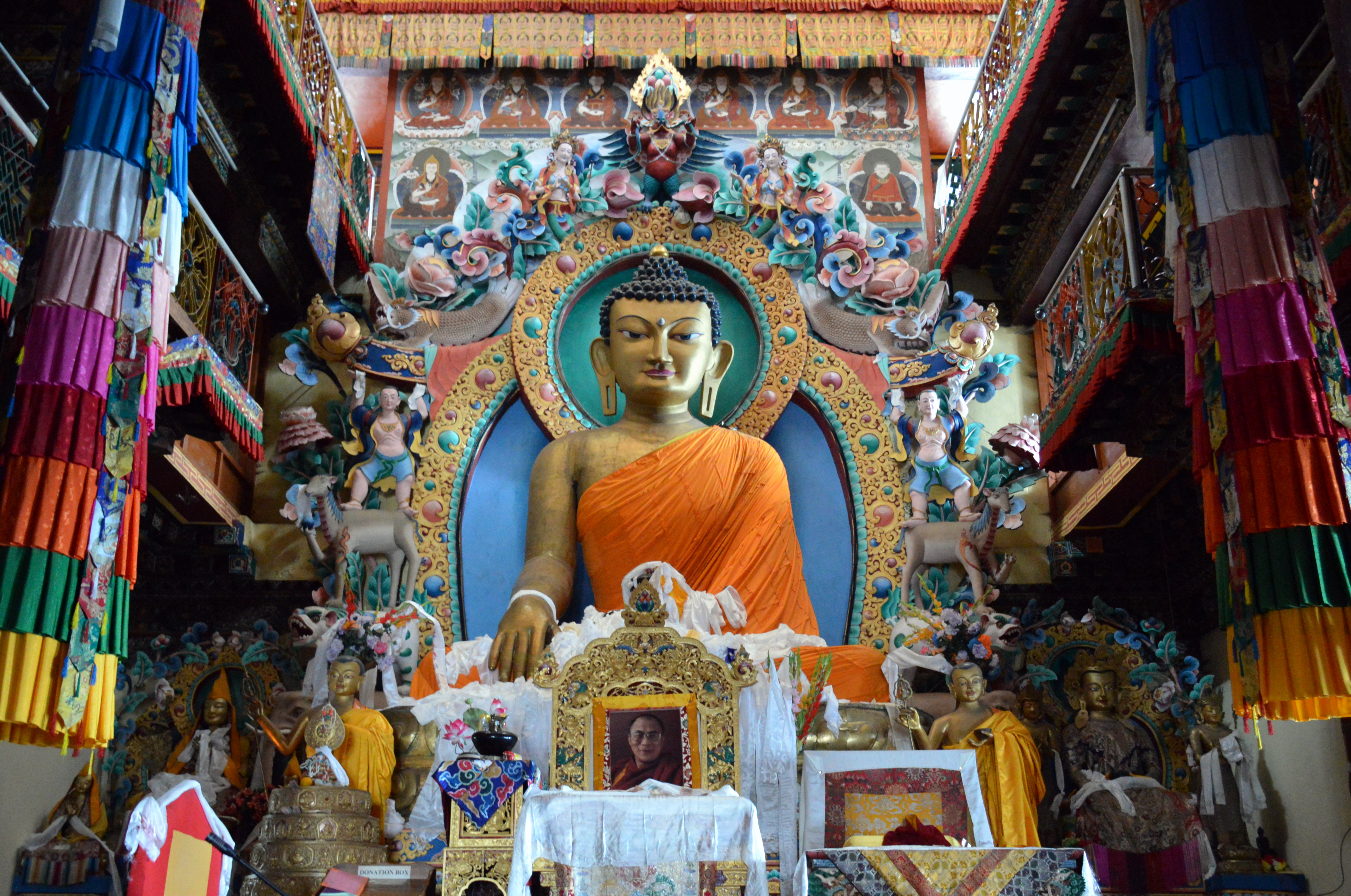
Estàtua del Buda Sakyamuni al Dukhang

El temple principal del monestir, situat a l'oest de la porta d'entrada, és conegut com Dukhang (du significa 'assemblea' i khang 'edifici').[17] Va ser construït el 1860–1861. Al costat nord de l'interior hi ha una estàtua daurada del Buda Sakyamuni en la posició de lotus, de 8 m d'altura. És damunt una plataforma. Junt a aquesta estàtua hi ha una caixa d'argent que conté una thangka especial de la dea Sro Devi (Palden Lhamo), deïtat protectora del monestir. Segons la llegenda va ser pintada amb sang del nas del 5é Dalai-lama. Aquesta imatge pintada la donà al monestir el 5é Dalai-lama. El Dukhang estava molt deteriorat a la fi del s. XX i va ser restaurat el 2002 seguint l'estil arquitectònic tradicional budista. Es va decorar amb pintures, murals, relleus, escultures i altres obres d'art.

### Biblioteca

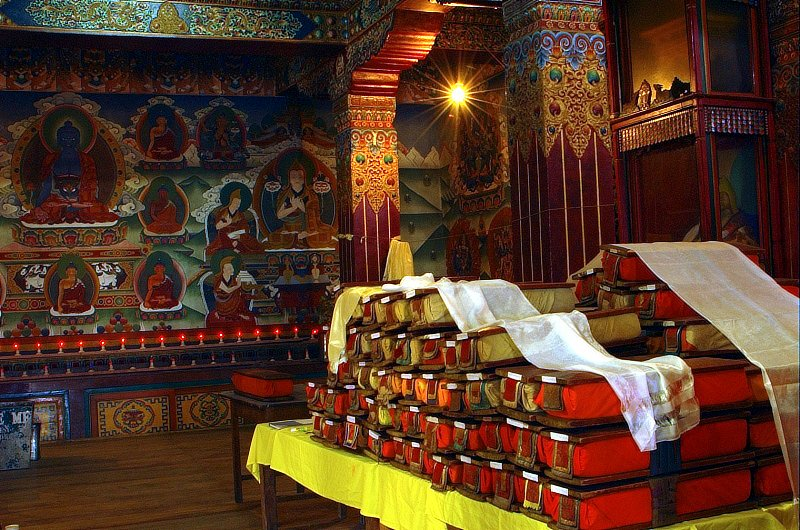
Biblioteca

El monestir té un tipografia per a imprimir llibres religiosos usant paper fabricat localment. La impressió es fa amb blocs de fusta. Els llibres els usen sovint els lames lletrats monpa en els rituals religiosos.
Tot el segon pis l'ocupa la biblioteca. S'hi guarden les escriptures de Gyetengpa (o Gyentongpa), Doduipa, Mamtha, Kanjur, Tanjur i Zungdui, les quals s'han degradat pels insectes. En la col·lecció de la biblioteca destaquen dues col·leccions impreses del Tanjur en 25 volums, que contenen comentaris als ensenyaments budistes; tres conjunts del Kanjur (la traducció en tibetà dels cànons dels ensenyaments budistes), i un Chanjia Sangbhums en cinc volums. Dos dels conjunts del Kanjur són manuscrits (un amb 131 volums i l'altre amb 125) i un altre és imprés (amb 101 volums). La col·lecció manuscrita del Kanjur amb 125 volums té les lletres daurades en totes les pàgines, igual que el Gyentongpa.[31][28]

## Tradicions i festes

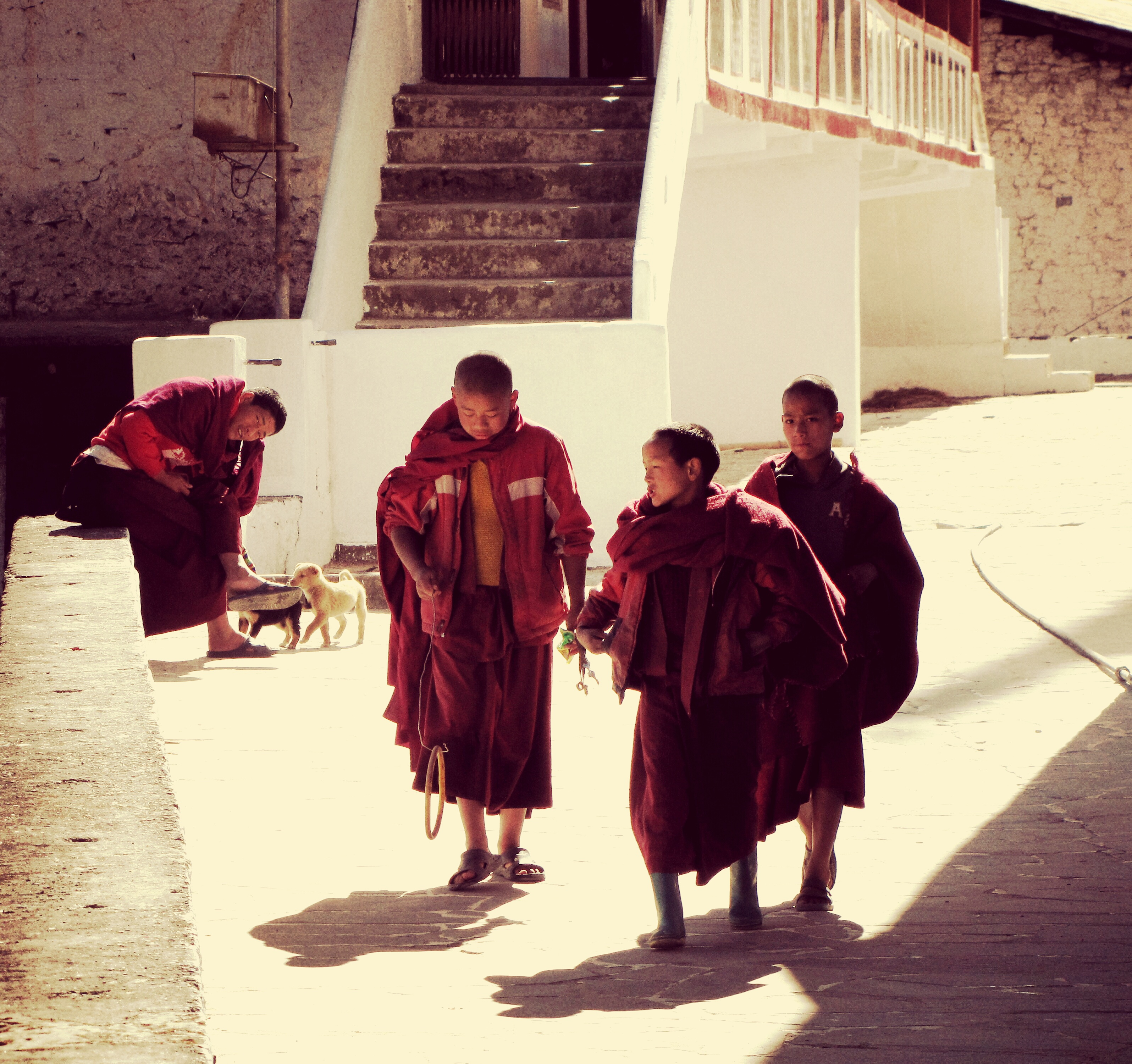
Joves monjos de Tawang

Els monpa, que constitueixen l'ètnia predominant de la zona de Kameng, pertanyen a la secta Gelug. Molts nens monpa entren al monestir i es fan lames.
Les principals festes monpa celebrades al monestir són el Choksar, el Losar, l'Ajilamu i el Torgya. Durant el Choksar els lames reciten escriptures sagrades als monestirs, i els vilatans carreguen les escriptures a l'esquena i es passegen pels camps, demanant benediccions per a les bones collites i protecció contra atacs d'animals salvatges. Durant el Losar, que marca l'inici de l'any nou tibetà, les persones visiten el monestir per pregar.
El Torgya, també conegut com Tawang-Torgya, és una festa anual que només es realitza al monestir els dies 28 a 30 del mes Dawachukchipa del calendari budista, que correspon als dies 10 a 12 de gener del calendari gregorià. És una festa monpa, l'objectiu de la qual és allunyar els esperits roïns i atraure prosperitat i felicitat al poble per a l'any següent.[34] Durant els tres dies de festa hi ha espectacles de balls amb artistes que duen robes tradicionals colorides i màscares (dansa cham) al pati, que inclouen la Pha Chan i la Losjker Chungiye, aquesta realitzada pels monjos del monestir. Cada ball representa un mite i els vestits i màscares representen formes d'animals com ara vaques, tigres, ovelles, micos i altres.[13]